# História da Violência (romance)
História da Violência (em francês: Histoire de la Violence) é o segundo romance do escritor francês Édouard Louis, baseado num incidente real ocorrido com o autor no Ano Novo de 2012. Foi publicado pela primeira vez em francês pela Seuil em janeiro de 2016. Teve a primeira edição em Portugal em 2019 pela editora Elsinore. Em 2020, foi selecionado para o Prémio Literário Internacional de Dublin.

## Sinopse
Contado na primeira pessoa, o romance apresenta uma narração não linear. O narrador, Édouard, descreve um encontro sexual em Paris na véspera do Ano Novo. O encontro culmina num ato violento de violação e roubo. Posteriormente, Édouard denuncia o crime à polícia, o que lhe trauma adicional. Numa visita à sua família, ouve a irmã e o marido a discutir os detalhes da agressão.

## Adaptações
Em novembro de 2019 foi estreada uma adaptação teatral de História de Violência no St. Ann's Warehouse. A produção em alemão foi dirigida por Thomas Ostermeier; Louis, que já era um grande fã de Ostermeier, foi co-autor da adaptação com o Ostermeier e Florian Borchmeyer, e esteve intimamente envolvido na encenação da peça. A produção foi protagonizada por Laurenz Laufenberg como Édouard, Renato Schuch como Reda, Alina Stiegler como a irmã de Édouard Clara e Christoph Gawenda como marido de Clara.